# Mops spurrelli
Mops spurrelli је сисар из реда слепих мишева. 

## Угроженост
Ова врста није угрожена, и наведена је као последња брига јер има широко распрострањење.

## Распрострањење
Врста је присутна у Гани, ДР Конгу, Екваторијалној Гвинеји, Камеруну, Либерији, Обали Слоноваче, Сијера Леонеу, Тогу и Централноафричкој Републици.

## Популациони тренд
Популациони тренд је за ову врсту непознат.